# یک زندگی منفرد
یک زندگی منفرد (به انگلیسی: A Single Life) یک فیلم کوتاه انیمیشن هلندی تولید سال ۲۰۱۴ است توسط ماریکه بلائو، ژوریس اوپریس و جاب راجوین در استودیوی جاب، ژوریس اند ماریکه ساخته شده. فیلم در هشتاد و هفتمین دوره جوایز اسکار کاندید اسکار بهترین فیلم کوتاه انیمیشن شد ولی جایزه را دریافت نکرد.

## داستان
یک زندگی منفرد درباره زنی جوان است به نام پیا که یک صفحه ضبط شده ۴۵ میلیمتری مرموز به دستش می‌رسد و او در می‌یابد که با گوش کردن بخش‌های مختلف این صفحه می‌تواند به مراحل مختلف زندگیش سفر کند.